# Кирк Асеведо
Кирк М. Асеведо (27. новембар 1971) је амерички телевизијски и филмски глумац.
Асеведо је најпознатији по улози Хектора Салазара у серији Ред и закон: Суђење пред поротом.